# Romagne-sous-Montfaucon
Romagne-sous-Montfaucon je francouzská obec v departementu Meuse v regionu Grand Est. Žije zde 175 obyvatel.

## Poloha obce
Obec leží u hranic departementu Meuse a departementem Ardensko.

### Sousední obce
| Růžice kompasu | Landres-et-Saint-Georges (Ardensko) | Bantheville             |                         | Růžice kompasu |
| Růžice kompasu | Sommerance (Ardensko)               | Sever                   | Cunel                   | Růžice kompasu |
| Růžice kompasu | Sommerance (Ardensko)               | Romagne-sous-Montfaucon | Cunel                   | Růžice kompasu |
| Růžice kompasu | Sommerance (Ardensko)               | Jih                     | Cunel                   | Růžice kompasu |
| Růžice kompasu | Exermont (Ardensko)                 | Gesnes-en-Argonne       | Cierges-sous-Montfaucon | Růžice kompasu |

## Pamětihodnosti
- Kostel sv. Michaela, který byl roku 1918 zničen a později v letech 1925-1927 přestavěn.

- Románská kaple nedaleko místního hřbitova.

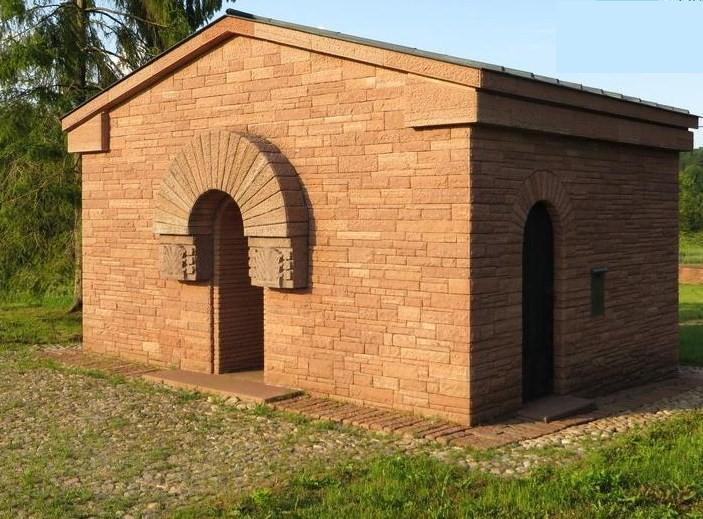
Románská kaple
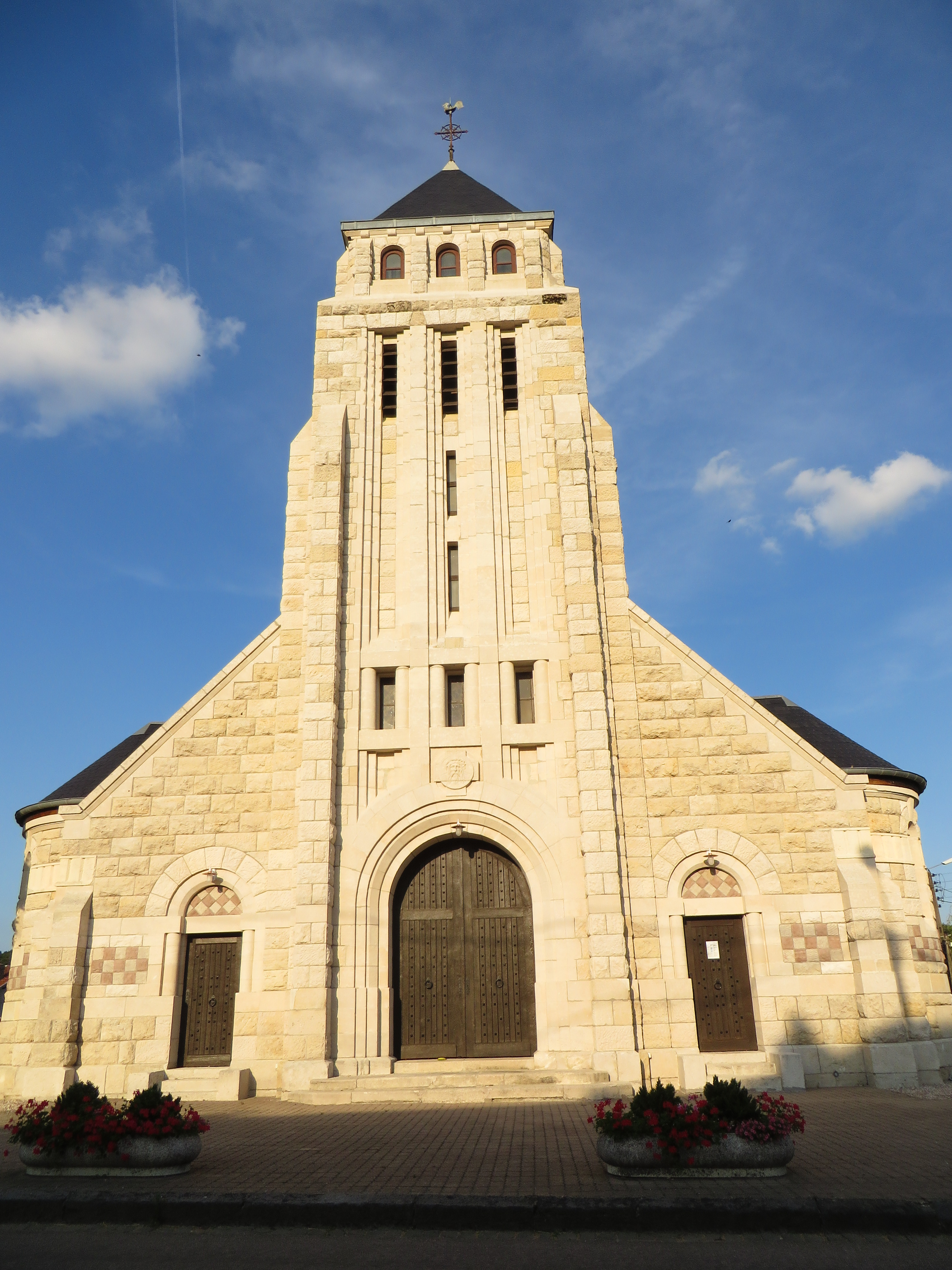
Kostel sv. Michaela ze předu

## Vývoj počtu obyvatel
Počet obyvatel 